# 임심견록
《임심견록》(林深见鹿)은 2022년 방송되었던 중국의 드라마이다.

## 소개
- 인생의 이상을 꿋꿋이 추구하는 린샤오타오와 부드럽고 멀쩡한 독립의 가치를 실현하는 젠이가 이혼 후 직장에서 다시 만나 서로를 다시 만나고 감상하며 서로를 부축하며 사랑의 길로 돌아오는 이야기

## 등장 인물
- 리샤오란 - 젠이 역
- 진둥 - 린샤오타오 역
- 장위 (張瑜) - 우칭 역
- 양웨 (岳旸) - 자이콴 역
- 조뢰 (曹磊) - 저우이밍 역
- 장요 (张瑶) - 리우잉시아 역
- 우리 (牛莉) - 린샤오징 역
- 유주동 (刘姝彤) - 장야훼이 역
- 황가정 (黄家婧) - 지앙난 역
- 니다훙 - 쑨시안성 역
- 애림 (爱林) - 케빈 역

## 참고 사항
- 극중 젠이와 린샤오타오 역을 맡았던 리샤오란과 진둥은 재일기 이후 2년만에 재회하였다
- 쑨시안성 역을 맡았던 니다훙은 호호설화가 종영한지 2개월 만에 출연하는 작품이기도 하다